# 暗号名 黒猫を追え!
『暗号名 黒猫を追え!』（コードネーム ブラックキャットをおえ）は、1987年制作の日本映画である。スパイ防止法制定を推進する国会議員の後押しを受け、国際勝共連合が中心となって作られた。監督は井上梅次と岩清水昌宏。

## 概要・沿革
1979年2月24日、国際勝共連合と自民党の国防関係国会議員が中心となり、「スパイ防止法制定促進国民会議」が設立された。1984年4月18日には自民党・民社党の議員と保守系財界人らによって「スパイ防止法のための法律制定促進議員・有識者懇談会」（会長：岸信介）が設立された。
1985年6月6日、伊藤宗一郎ら10人の国会議員によってスパイ防止法案は衆議院に提出されたが、同年12月20日、衆議院内閣委員会理事会は法案を審議未了のまま廃案とすることを決定した。巻き返しを図る国際勝共連合は、同法制定運動を広く国民に理解してもらうため、映画を作ることを決めた。監督は井上梅次と岩清水昌宏が共同で務めた。井上は『絶唱母を呼ぶ歌 鳥よ翼をかして』（1985年）に続いて、統一教会（現・世界平和統一家庭連合）関連の映画を監督することとなった。音楽は、国際勝共連合の機関紙「思想新聞」で1984年にコラムを連載していた都倉俊一が担当した。都倉はコラムで「スパイ防止法があるのは当たり前」と明言し、同紙に掲載された永野茂門との座談会では「日本が自由主義陣営の一員である以上、スパイ防止法は絶対必要です」と語っていた。
1987年6月23日、東京商工会議所ホールに600人を集めて上映された。上映会は前述の2団体の共催で開かれた。同月から12月にかけて少なくとも70回上映会が開かれた。
資金やその後押しをした国際勝共連合の資金が、当時霊感商法をしていたとして社会問題になっていた統一教会から出ていたことが問題となり、上映反対運動が起きた。
日本共産党の機関紙「しんぶん赤旗」の社会部は、地方自治体の後援を取り付けて各地で上映会を開き、券は統一教会員が「アフリカ難民募金」を称するインチキ募金などとセットにして売り歩いたと述べている。
2008年9月、東京渋谷の名画座シネマヴェーラで開催される「カルト映画特集」において、ようやく映画館での上映が実現した。

## あらすじ
“B連邦スパイ”と“北方共和国”工作員たちの日本での工作活動と、それを阻止しようとする日本の公安警察の暗闘。
「B連邦」はソビエト連邦、「北方共和国」は朝鮮民主主義人民共和国の暗喩と看做されている。後者については後に制作された映画「宣戦布告」でも類似した「北東人民共和国」という名称が登場する。

## 評価
映画批評家前田有一によれば、この作品は映画を「当事者側がプロパガンダに利用する一例」。

## スタッフ
- 企画：上住忠彦
- プロデューサー：千葉哲也、沼田芳造、船津秀恒
- 監督：井上梅次、岩清水昌宏
- 脚本：河田徹（井上梅次）
- 撮影：梁井潤
- 照明：小中健二郎
- 録音：谷村彰治
- 調音：映広音響
- 美術：筒井増男
- 助監督：富永憲治
- 編集：飯塚勝
- 記録：石山伸子
- 製作主任：仲野俊隆
- 音楽：都倉俊一

## キャスト
- 野々村志郎警視：柴俊夫
- 吉野年男：榎木孝明
- 高松晃：国広富之
- 大田黒洋：高岡健二
- 野々村京子：田中美佐子
- 清水くみ子：中島ゆたか
- 島田みどり：音無真喜子
- 高松ひろみ：木村弓美
- 谷警部：荒木しげる
- 坂本刑事：三ツ木清隆
- 加藤刑事：真夏竜吾
- 三上警部：新藤栄作
- 島田公平：伊吹剛
- 甲山：片桐竜次
- 野々村徹：森次晃嗣
- 島田の姉：月丘千秋
- 野々村の父：久保明
- 中田警視：本郷功次郎
- 天野警視監：山村聡